# GO-BANG'S
GO-BANG'S（ゴーバンズ）は、日本のロックバンド。1980年代中期から1990年代中期にかけて活動し、2013年5月25日から森若香織のソロユニットとなる。メンバー全員が北海道出身のガールズバンド。

## メンバー
一時期ギタリストが所属していた頃もあったが、メジャーデビュー時には森若、谷島、斉藤の3人編成となっていた。
- 森若香織（もりわか かおり、1963年12月11日 -）ボーカル、ギター。
  - 大半の楽曲の作詞・作曲を担当。バンド結成当初はメインボーカルではなくギター担当であったが、当初のメインボーカルが抜け、後述の忌野清志郎に「君がやりたまえ。君には味がある」と言われてボーカルとなった経緯がある。[1]
  - 著書に『妖精頭脳』（2015年4月23日発売、発売元：学研パブリッシング）がある。同書は2015年3月発売のアルバム『FAIRY BRAIN』のリンク小説。

### 解散時に在籍していたメンバー
- 谷島美砂（たにしま みさ、1963年7月26日 -）ベース、コーラス
  - 森若とは高校の同級生[2]。高校卒業後、歯科助手として就職し、約1年間勤務[3]。
  - 好きなミュージシャンはARB[3]。元々は小学1年生から中学3年生までピアノを習っていたことから、音楽の好みもサイモン&ガーファンクルなどのポップス路線だったが[4]、高校1年生の時に札幌に来たストラングラーズのコンサートを観て、ジャン＝ジャック・バーネルに魅了されたことからベースを始める[3]。
  - 一部アルバムに収録の楽曲で作詞・作曲・メインボーカルを担当。著書に愛猫チヨを題材にしたエッセイ『招きチヨ』（1993年8月発売）がある。

### 脱退したメンバー
- 富田綾子（とみた あやこ）
  - 通称ポコペン。ギター担当。千葉県出身。脱退後、西脇一弘とさかなを結成、2018年まで活動。
- 鈴木由花（すずき ゆか）
  - ギター担当。ポコペン脱退からメジャーデビューまで在籍。厳密には正式メンバーであったことはなく、サポートメンバーであった。
- 斉藤光子（さいとう みつこ、1964年1月16日 -）ドラムス、コーラス。
  - 身長183cmの長身。メジャーデビュー直後の1989年1月頃からファッションモデルとしても活動していた[5]。三姉妹の末っ子[6]。幼稚園時代から背が大きく、母親の家系がみんな身長が大きいので、その遺伝だろうという本人の談である[5]。
  - 好きなミュージシャンは、谷島と同じくARBで、バンドを始めるきっかけにもなった。ARBの前は甲斐バンドなどをよく聴いていた[6]。ドラムを始めたきっかけは、バンドに誘われた時に「ギターとドラムしか残ってない」と言われ、単純に「ギターよりドラムの方が合ってそう」と思ったことから[6]。元々は谷島と同じく小学1年生から高校3年生までピアノを習っており、この時の音楽の好みはどちらかと言えばクラシック志向だった[5]。ドラムを始めたばかりの頃はピアノと並行してやっていた[5]。高校生の頃は音楽大学を受験しようと、受験一か月ほど前まで音大のための受験勉強をしていたが、本人曰く、その一か月前の時点で全然勉強する気が無くなり、「こんな状態で進学してもサボってばかりなのは目に見えた」ので、しょうがないと思ってやめたという[5]。
  - 一部アルバムに収録の楽曲で作詞・作曲・メインボーカルを担当。1993年8月21日にMitsuko名義でソロアルバム『Propose』を発表。1994年前半に脱退。2000年に安室奈美恵のシングル「PLEASE SMILE AGAIN」のPVにドラマーとして出演。

## 来歴

### デビューまで
バンド名は、陣内孝則がボーカルのバンド「ザ・ロッカーズ」のファンだった森若が、ザ・ロッカーズの楽曲「バチラスボンブ（細菌爆弾）」の中に出てくる「Go-Bang」という歌詞から取った。またインタビューなどで『アメリカの人気ガールズバンド「ゴーゴーズ」と「バングルス」を併せたものか？』と聞かれることが多く、面倒くさくなり訂正しなかったため、この説も根強く広まっている（『J-ROCK80's』日経BP社より）。
札幌市立もみじ台中学校の同級生たちによって1983年に結成される。結成後、地元である札幌市を拠点として活動していたが、森若が親の転勤により東京に行くことになりバンドは自然消滅状態に。バンドは自分たちの音楽活動の記念として曲をカセットテープに録って喫茶店兼レコーディングスタジオの「コーヒーハウスミルク（スタジオミルク）」に残していた。このテープを、たまたまプライベートで札幌に居合わせ、同店を訪れたRCサクセションの忌野清志郎が聞いた。その時、忌野が言い放った「いいじゃん！！」という一言がきっかけとなり、メンバーは上京を決心する。先に東京に住んでいた森若以外のメンバーを忌野が呼び寄せるかたちで、東京での活動が始まる。まだアマチュアバンドだったGO-BANG'Sのデモテープ制作や演奏方法に、忌野をはじめRCサクセションのメンバーも色々親身になってアドバイスしたり、スタジオを使わせたりした。そこでレコーディングされたデモテープについて忌野は「このテープだったらどこのレコード会社もきっとOKだぜ！」と言い、森若は後に「これがプロデビューの大きなきっかけになった」と語っている。

### デビュー
バンドは1985年6月に、新宿LOFTで東京でのライブデビューを果たす。その後1986年2月に、自主制作150本限定の9曲入りファーストカセット『7 DAY'S GO! GO! BOX』を発表。6月～8月に都内のライブハウスでライブを行う。
1987年2月～3月には筋肉少女帯や人生などのインディーズバンドらの楽曲を収録したコンピレーションアルバム『子どもたちのCity』に楽曲「愛をこめて、もっと！もっと！」で参加し、アルバムと同名のツアーにも同行した。その後、インディーズレーベルのSWITCHに所属し、4曲入り12インチEPレコード『HUSTLE-BANG! BANG!』（5月）と『プリマドンナはお好き？』（10月）をリリース。後者レコードに収録された楽曲「プリマドンナはお好き？」はフジテレビ系ドラマ『オレの妹急上昇』のエンディングテーマに起用された。同曲はインディーズレーベルからのリリースであったが、後年にポニーキャニオンから発売された『THE T.V.ショー』や『GO-BANG'Sベスト・コレクション』などに「コーラス追加バージョン」で収録されている。
そして1988年4月21日にメジャーファーストシングル「ざまぁカンカン娘」でポニーキャニオンからメジャーデビュー。リリース時のキャッチコピーは「女のコのかたまりロック！！」。「ざまぁカンカン娘」は関西ローカルバラエティ番組『ざまぁKANKAN！』（読売テレビ）のオープニングテーマに採用され、関西で知名度が向上した。その後「ざまぁカンカン！TVショー」という曲でも同番組のオープニングを飾る。5月にはファーストフルアルバム『ゴーバニックランド』をリリース。また、同アルバム発売に合わせて5月20日から6月25日にかけて全国19カ所を回るライブハウスツアーを敢行した。
森若は10月に、ニッポン放送の深夜ラジオ番組『森若香織のオールナイトニッポン』（火曜2部）の単独パーソナリティーに抜擢される。バンドは10月にシングル「かっこイイダーリン」、11月にミニアルバム『ピグミー・ピンキー』を発表。これらのリリースに合わせて10月～11月に学園祭公演を含む東名阪、札幌などを回るライブハウスツアーを敢行した。
1989年5月にメジャーデビュー後としては3枚目のアルバムとなる『SPECIAL “I LOVE YOU”』を発表。同アルバムはオリコンチャート最高位15位にランクインした。また同時期に渋谷公会堂でワンマンライブを行ったり、音楽番組『夜のヒットスタジオ』に初出演したりするなど、この頃からバンドの人気に火がつき始めた。同アルバムに先行して発売されたシングル「スペシャル・ボーイフレンド」は、カルピス株式会社の清涼飲料水「フルーツ合衆国」のCM曲に起用された。その後、7月8日に「Rock 'n' Roll Picnic」と題したワンマンライブを日比谷野外音楽堂で敢行した。
9月にはそれまでの活動の中でテレビ番組やCMのタイアップ曲として起用された楽曲だけを集めたコンピレーション・アルバム『THE T.V.ショー』を発表。同アルバムはオリコンチャート最高位3位にランクインし、バンドのメディアへの露出も多くなった。ちなみに、この時期に『笑っていいとも!』の『テレフォンショッキング』に初出演している（バンド活動中の総出演回数は2回）。また同アルバムには関東圏で当時放送されていたフジテレビ深夜番組『チキチキバンバン』のテーマソングとして使用された「チキチキバンバン」が収録されている。この楽曲はイギリスのミュージカル映画『チキ・チキ・バン・バン』の主題歌を日本語詞にしたカバー曲。同番組用の企画物として制作されたため、シングル発売はされなかったが、『THE T.V.ショー』発売に合わせて『夜のヒットスタジオDELUXE』で歌唱・演奏された。同アルバムの発売当日には「COME ON NHK」と題したワンマンライブをNHKホールで敢行した。

### 「あいにきて I・NEED・YOU!」のヒット
1989年12月27日発売のシングル「あいにきて I・NEED・YOU!」は、アルペンのCMソングとなったことでオリコン最高位2位、37万8千枚のセールスを記録。同曲で『歌のトップテン』に出演（最高位3位にランクイン）するなど、全国区の知名度を得る。また同時期に前年12月から始まっていたホールツアー「GO-BANG'S in JAPAN '89-'90」の一環として1990年1月23日、24日に渋谷公会堂でライブを行った。
3月3日にアルバム『グレイテスト ビーナス』をリリースし、オリコンアルバムチャートで2週連続第1位を記録。4月には同アルバムからのシングルカット曲「無敵のビーナス」を発売した。同曲はカップリング曲の「香港パラダイス」とともに、同時期に全国公開された東宝映画『香港パラダイス』（主演斉藤由貴）の主題歌・挿入歌に起用された（同映画のサントラは廃盤だが両曲とも『Anthology GO-BANG'S Best』に収録されている）。また『グレイテスト・ビーナス』発売に合わせて5月〜10月に全国41カ所を回るホールツアー「グレイテスト・ビーナス・レビュー」を敢行し、6月15日には初の日本武道館公演を行った。ソールドアウトとなった武道館公演では、ユーモアを大事にしたいというバンド（特に森若）のアイデアから、森若はブドウ（武道館とかけた）、谷島はバナナ、斉藤はメロンの衣装を着てステージに立った。同ライブの模様は後に、ビデオ『ゴールデンライブ・オンステージ』として発表されている。
1990年秋頃に、メンバー全員が揃って金融商品のテレビCMに起用された。広告主は日本信販で、商品は同社のクレジットカード「NICOSカード」（現在は三菱UFJニコスの商品）。CMの内容・構成は、海外の旅先でメンバー3人がさまざまな事件や出来事に遭遇するシーンをコミカルに描き、複数カットでつないだもの。予告編を含む複数のバージョンが制作・放映された。撮影地は香港。挿入曲には森若がCM用に書き下ろした楽曲を使用。同曲は現在に至るまでレコード、CD、カセットテープなどで発売されたことはない。
11月にはシングル「ロックンロールサンタクロース」をリリースし、翌月24日に新宿・日清パワーステーションでクリスマスライブを敢行した。12月31日には新宿コマ劇場で開催された年越しライブ「ゆく年くる年 TOBI-KIRI BATTLE ROCK 90-91」にUNICORN、JUN SKY WALKER(S)、THE BOOMとともに出演した。年越しのカウントダウン時には森若が進行役を務め、GO-BANG'Sの演奏による「チキチキバンバン」と「恋のアメリカン・フットボール」（カバー曲）で全4バンドがステージ上で共演した。
バンドは1991年2月21日に、ニューアルバムからの先行シングル「Bye-Bye-Bye」をリリースし、3月3日にアルバム『SAMANTHA』を発表した。同アルバムのミックスダウンは、英テクノ・ハウスバンド808ステイトのレコーディングエンジニアとして知られるMichael Haasにより英国マンチェスターで行われた。また当時のライブサポートメンバーであったKing Gang's（朝本浩文、谷信雄、立石和哉）が編曲・レコーディングで全面的に参加している。アルバムタイトルにもなっている収録曲「サマンサ」は、米コメディドラマ『奥さまは魔女』の主人公サマンサをテーマにして作られた曲である。
6月6日には、アルバム『SAMANTHA』に収録された曲のうち4曲をリミックスした5曲入りリミックスアルバム『DARRIN』をリリースした（「サマンサ」は2バージョン収録）。5曲目に収録されている英語バージョンの「SAMANTHA - Golden Present Mix」は、当時森若がファンだった英ポップシンガー／ラップアーティストBetty BooのプロダクションチームRhythm King Productionsにより制作された。ちなみにDarrin（ダーリン）とは左記の『奥さまは魔女』に登場するサマンサの夫の名前である。そして6月11日には、2度目の日本武道館ライブを行った。武道館のライブは特別なものにしたいという森若の意向により、この日のためだけに髪の毛をオレンジ色に染めてステージに立った。また楽曲「サマンサ」にはラッキィ池田による振り付けがあり、ライブ、音楽番組、ビデオ『Bewitched - ゴーバンズさまは魔女』などで披露された。

### レコード会社の移籍〜解散
1992年にレコード会社をBMGビクターに移籍し、7月にメジャー通算6枚目のオリジナル・アルバム『ワンダーフルーツ』を発表。8月26日には「ワンダフル・ツアー」の一環として、東京・中野サンプラザでライブを敢行した。
1993年6月23日、シングル「ダイナマイトガイ」とアルバム『デンジャラス・チャームス』を同時発売。
11月21日には収録曲全曲がカバー曲のミニアルバム『ザ・リサイクル・ヒッツ』をリリースし、翌月21日に新宿・日清パワーステーションにてクリスマスライブ「The GO-BANG'Sクリスマスリサイタル Vol.5～かっこいいゴーバンズのホーリーナイト」を敢行した。その後、ドラムスの斉藤が脱退。
1994年4月にアルバム『BIONIC ROCK』をリリースし、5月30日に「バイオニック・ギグ」と題したライブを渋谷ON AIR WESTで行い解散した。

### 再結成
2009年1月19日放送のフジテレビ系『SMAP×SMAP』で一夜限りの再結成を果たした（当初は2008年12月15日放送の予定だったが直前で延期された）。途中脱退した斉藤も参加。また過去に同じレコード会社（ポニーキャニオン）に所属していた現タレントのYOU（元FAIRCHILD）は、森若について「ただの友達なんです」と発言。森若とYOUはプライベートではよく会っていたが、テレビ番組で出演を共にするのは久しぶりであることを明かした。
2013年5月25日、メジャー・デビュー25周年を記念するベスト・アルバム『スペシャル GO-BANG'S』を発売。これを機に森若は自らのソロユニットとしてGO-BANG'Sを復活させる。11月23日に新宿ANTIKNOCKにてガレージロックバンドBOYZBOYZBOYZをバックに率い、GO-BANG'Sとしてライブを敢行。12月4日にはGO-BANG'S名義のワンマンライブとしては94年のバンド解散以来初となるライブを渋谷duo MUSIC EXCHANGEで開催した。谷島、斉藤は参加しなかったが、アルバム『グレイテスト・ビーナス』を共同プロデュースした白井良明、94年解散前の後期サポートギタリスト會田茂一などがライブメンバーとして参加した。
2015年2月23日に公式YouTubeチャンネル「GO-BANG’S youtube Official Channel」を開設。3月3日にはGO-BANG'S本格再始動の第一弾を飾る“アセるほどキャッチー”な新曲の数々が詰まったミニアルバム『FAIRY BRAIN』をリリース。アルバム発売に伴い、森若がゴーバニストなバンド女史を選びガールズバンド「Fairy Rock」を結成する。以降、盤石なバックバンドして活動中。メンバーは下記。
- HEMO（DJ）
- REIKO（Dr / ケラ&ザ・シンセサイザーズ）
- WIKA-BOWIEZ（Key / BOYZBOYZBOYZ　Vo / Seeek Me Darling  Ba/The Clovers）
- CHIKA（Key / ex. FREENOTE）
- IZUMI（Violin）
- CHIHO (妖精)

2018年5月30日、メジャーデビュー30周年を記念して、過去にポニーキャニオンから発表されたライブビデオ2作品『スペシャル・アイラブユー』と『ゴールデンライブ・オンステージ』を1つにまとめたDVD『GO-BANG’S ON STAGE 1989-1990』をリリースした。同DVDにはボーナス映像も収録されている。7月18日には、ポニーキャニオン時代にリリースされた全楽曲の配信を開始。これら全73曲の音源は新たにリマスターされている。
2020年4月10日、森若が歌とトークを発信する、新たな公式YouTubeチャンネル『ゴーバンズTV』を開設した。

## ディスコグラフィー

### シングル
| #                | 発売日           | タイトル                      | B面                                                                                     | 規格             | 規格品番         | オリコン 最高位  |
| ポニーキャニオン | ポニーキャニオン | ポニーキャニオン              | ポニーキャニオン                                                                        | ポニーキャニオン | ポニーキャニオン | ポニーキャニオン |
| ---------------- | ---------------- | ----------------------------- | --------------------------------------------------------------------------------------- | ---------------- | ---------------- | ---------------- |
| 1st              | 1988年4月21日    | ざまぁカンカン娘              | マーブル・トゥルー                                                                      | 7inch            | 7A-0848          | 圏外             |
| 2nd              | 1988年10月21日   | かっこイイダーリン            | 土曜でいたい                                                                            | 7inch            | 7A-0903          | 圏外             |
| 2nd              | 1988年10月21日   | かっこイイダーリン            | 土曜でいたい                                                                            | 8cmCD            | S10A-0171        | 圏外             |
| 3rd              | 1989年4月21日    | スペシャル・ボーイフレンド    | ル・ララ                                                                                | 7inch            | 6A-1002          | 55位             |
| 3rd              | 1989年4月21日    | スペシャル・ボーイフレンド    | ル・ララ                                                                                | 8cmCD            | S9A-1002         | 55位             |
| 4th              | 1989年12月27日   | あいにきて I・NEED・YOU!      | ボーイハント                                                                            | 8cmCD            | PCDA-00044       | 2位              |
| 5th              | 1990年4月21日    | 無敵のビーナス                | 香港パラダイス                                                                          | 8cmCD            | PCDA-00074       | 8位              |
| 6th              | 1990年11月21日   | ロックンロール サンタクロース | ロックンロール サンタクロース (エジンバラMIX) 雪の降らない merry X'mas (SNOW WHITE MIX) | 8cmCD            | PCDA-00074       | 21位             |
| 7th              | 1991年2月21日    | Bye-Bye-Bye                   | 浮気しよう！                                                                            | 8cmCD            | PCDA-00160       | 19位             |
| BMGビクター      |                  |                               |                                                                                         |                  |                  |                  |
| 8th              | 1992年7月8日     | ちょっとだけハイカラ          | 恋多き女の果てることないときめき                                                        | 8cmCD            | BVDR-113         | 73位             |
| 9th              | 1992年12月16日   | 恋のフリフリ                  | ジェットコースター・ジェントルマン                                                      | 8cmCD            | BVDR-151         | 圏外             |
| 10th             | 1993年6月23日    | ダイナマイトガイ              | ウエディングベル                                                                        | 8cmCD            | BVDR-182         | 圏外             |
| 11th             | 1994年4月21日    | キスしたい                    | 紫陽花の恋                                                                              | 8cmCD            | BVDR-241         | 圏外             |

### EP
| #      | 発売日         | タイトル               | 収録曲                                                                                                  | 規格   | 規格品番  |
| SWITCH | SWITCH         | SWITCH                 | SWITCH                                                                                                  | SWITCH | SWITCH    |
| ------ | -------------- | ---------------------- | --- | ------ | --------- |
| 1st    | 1987年5月21日  | HUSTLE-BANG! BANG!     | 1. 愛をこめて、もっと！もっと！ 2. ハートアタックNo.1 3. シャイリー・キャンディー 4. バレラはおせっかち | 12inch | PSW-1001  |
| 2nd    | 1987年10月21日 | プリマドンナはお好き？ | 1. プリマドンナはお好き？ 2. 麗しのミス・ゴージャス 3. Kiss Me! Kiss Me! 4. ピンカール                  | 12inch | 15SW-4512 |
| 2nd    | 1988年1月21日  | プリマドンナはお好き？ | 1. プリマドンナはお好き？ 2. 麗しのミス・ゴージャス 3. Kiss Me! Kiss Me! 4. ピンカール                  | CT     |           |
| 2nd    | 1988年5月21日  | プリマドンナはお好き？ | 1. プリマドンナはお好き？ 2. 麗しのミス・ゴージャス 3. Kiss Me! Kiss Me! 4. ピンカール                  | CD     | 32WD-0005 |

### アルバム

#### オリジナル・アルバム
|                  | 発売日        | タイトル                 | 規格     | 規格品番   | オリコン 最高位 |
| 自主制作         | 自主制作      | 自主制作                 | 自主制作 | 自主制作   | 自主制作        |
| ---------------- | ------------- | ------------------------ | -------- | ---------- | --------------- |
| -                | 1986年2月14日 | 7 DAY'S GO! GO! BOX      | CT       |            | 圏外            |
| ポニーキャニオン |               |                          |          |            |                 |
| 1st              | 1988年5月21日 | ゴーバニックランド       | LP       | C28A-0638  | 圏外            |
| 1st              | 1988年5月21日 | ゴーバニックランド       | CD       | D32A-0363  | 圏外            |
| 2nd              | 1989年5月5日  | SPECIAL “I LOVE YOU”     | LP       | C25A-1002  | 15位            |
| 2nd              | 1989年5月5日  | SPECIAL “I LOVE YOU”     | CD       | D29A-1004  | 15位            |
| 3rd              | 1990年3月3日  | グレイテスト ビーナス    | CD       | PCCA-00042 | 1位             |
| 4th              | 1991年3月3日  | SAMANTHA                 | CD       | PCCA-00226 | 14位            |
| BMGビクター      |               |                          |          |            |                 |
| 5th              | 1992年7月22日 | ワンダーフルーツ         | CD       | BVCR-92    | 43位            |
| 6th              | 1993年6月23日 | デンジャラス・チャームス | CD       | BVCR-623   | 圏外            |
| 7th              | 1994年4月21日 | BIONIC ROCK              | CD       | BVCR-662   | 圏外            |

#### ミニ・アルバム
|                              | 発売日           | タイトル           | 規格             | 規格品番         | オリコン 最高位  |
| ポニーキャニオン             | ポニーキャニオン | ポニーキャニオン   | ポニーキャニオン | ポニーキャニオン | ポニーキャニオン |
| ---------------------------- | ---------------- | ------------------ | ---------------- | ---------------- | ---------------- |
| 1st                          | 1988年11月21日   | ピグミー・ピンキー | CD               | D22A-0404        | 圏外             |
| セーニャ・アンド・カンパニー |                  |                    |                  |                  |                  |
| 2nd                          | 2015年3月3日     | FAIRY BRAIN        | CD               | SCLX-2026        | 圏外             |

#### カバー・アルバム
|             | 発売日         | タイトル           | 規格        | 規格品番    | オリコン 最高位 |
| BMGビクター | BMGビクター    | BMGビクター        | BMGビクター | BMGビクター | BMGビクター     |
| ----------- | -------------- | ------------------ | ----------- | ----------- | --------------- |
| 1st         | 1993年11月21日 | リサイクル・ヒッツ | CD          | BVCR-9201   | 圏外            |

#### コンピレーション・アルバム
|                  | 発売日        | タイトル           | 規格   | 規格品番   | オリコン 最高位 |
| SWITCH           | SWITCH        | SWITCH             | SWITCH | SWITCH     | SWITCH          |
| ---------------- | ------------- | ------------------ | ------ | ---------- | --------------- |
| 1st              | 1988年5月21日 | ハッスルはお好き？ | CD     | 32WD-0005  | 圏外            |
| ポニーキャニオン |               |                    |        |            |                 |
| 2nd              | 1989年9月21日 | THE T.V.ショー     | CD     | PCCA-00003 | 3位             |

#### リミックス・アルバム
|                  | 発売日           | タイトル         | 規格             | 規格品番         | オリコン 最高位  |
| ポニーキャニオン | ポニーキャニオン | ポニーキャニオン | ポニーキャニオン | ポニーキャニオン | ポニーキャニオン |
| ---------------- | ---------------- | ---------------- | ---------------- | ---------------- | ---------------- |
| 1st              | 1991年6月6日     | DARRIN           | CD               | PCCA-00278       | 52位             |

#### ベスト・アルバム
|                  | 発売日           | タイトル                       | 規格             | 規格品番         | オリコン 最高位  |
| ポニーキャニオン | ポニーキャニオン | ポニーキャニオン               | ポニーキャニオン | ポニーキャニオン | ポニーキャニオン |
| ---------------- | ---------------- | ------------------------------ | ---------------- | ---------------- | ---------------- |
| 1st              | 1992年8月5日     | BESTはお好き？                 | CD               | PCCA-00387       | 51位             |
| 2nd              | 2002年4月17日    | anthology GO-BANG'S best       | CD               | PCCA-01677       | 圏外             |
| YOUTH            |                  |                                |                  |                  |                  |
| 3rd              | 2007年12月19日   | ザ・グレイテスト・ゴーバンズ   | CD               | YOUTH-033        | 圏外             |
| ポニーキャニオン |                  |                                |                  |                  |                  |
| 4th              | 2008年7月16日    | GO-BANG'S ベスト・コレクション | CD               | PCCS-00043       | 圏外             |
| 5th              | 2013年5月25日    | スペシャル GO-BANG'S           | CD               | PCCA-03925       | 圏外             |

#### トリビュート・アルバム
|       | 発売日        | タイトル                                       | 規格  | 規格品番  | オリコン 最高位 |
| YOUTH | YOUTH         | YOUTH                                          | YOUTH | YOUTH     | YOUTH           |
| ----- | ------------- | ---------------------------------------------- | ----- | --------- | --------------- |
| 1st   | 2008年3月19日 | GO-BANG'Sトリビュート THE GREATEST VIVA-GIRL'S | CD    | YOUTH-042 | 圏外            |

### ビデオ
発売元はすべてポニーキャニオン。
1. スペシャル・アイラブユー（1989年7月12日）
  - 1989年5月10日に行われた初の渋谷公会堂ライブを収録。
2. ザ・ヒット・パロディーズ（1990年5月30日）
  - シングル「ざまあカンカン娘」から「あいにきてI・NEED・YOU!」までのミュージック・ビデオを収録。
3. ゴールデンライブ・オンステージ（1990年11月21日）
  - 1990年6月15日に行われた初の日本武道館ライブを収録。
4. Bewitched - ゴーバンズさまは魔女（1991年5月5日）
  - アルバム『SAMANTHA』から3曲をピックアップして制作されたミュージック・ビデオ集。監督は高城剛、小川徹。
5. GO-BANG’S ON STAGE 1989-1990（2018年5月30日）
  - 上記のビデオ作品『スペシャル・アイラブユー』と『ゴールデンライブ・オンステージ』のほか、ボーナス映像を収録したDVD。

## タイアップ一覧
| 使用年 | 曲名                          | タイアップ                                                             | 収録作品（初出）                           |
| ------ | ----------------------------- | ---------------------------------------------------------------------- | ------------------------------------------ |
| 1987年 | プリマドンナはお好き?         | フジテレビ系ドラマ『オレの妹急上昇』エンディングテーマ（第1話〜第8話） | EP「プリマドンナはお好き？」               |
| 1988年 | ざまぁカンカン娘              | 読売テレビ『ざまぁKANKAN!』オープニングテーマ                          | シングル「ざまぁカンカン娘」               |
| 1989年 | スペシャル・ボーイフレンド    | カルピス「フルーツ合衆国」CMソング                                     | シングル「スペシャル・ボーイフレンド」     |
| 1989年 | ざまぁカンカン!TVショー       | 読売テレビ『ざまぁKANKAN!』オープニングテーマ                          | コンピレーションアルバム『THE T.V.ショー』 |
| 1989年 | チキチキバンバン              | フジテレビ『チキチキバンバン』テーマソング                             | コンピレーションアルバム『THE T.V.ショー』 |
| 1989年 | あいにきて I・NEED・YOU!      | アルペン スキー'89〜'90 CMソング                                       | シングル「あいにきて I・NEED・YOU!」       |
| 1990年 | かっこイイ、ダーリン          | NHK総合 まんがで読む古典『源氏物語』主題歌                             | シングル「かっこイイダーリン」             |
| 1990年 | 無敵のビーナス                | 東宝映画『香港パラダイス』主題歌                                       | シングル「無敵のビーナス」                 |
| 1990年 | 無敵のビーナス                | メガネスーパー CMソング                                                | シングル「無敵のビーナス」                 |
| 1990年 | 香港パラダイス                | 東宝映画『香港パラダイス』主題歌                                       | シングル「無敵のビーナス」                 |
| 1990年 | ロックンロール サンタクロース | テレビ朝日系『はなきんデータランド』エンディングテーマ                 | シングル「ロックンロール サンタクロース」  |
| 1991年 | Bye-Bye-Bye                   | テレビ朝日系『ビデオあなたが主役』エンディングテーマ                   | シングル「Bye-Bye-Bye」                    |
| 1991年 | CREAM SODA・MELON SODA        | テレビ朝日系アニメ『どろろんぱっ！』オープニングテーマ                 | アルバム『SAMANTHA』                       |
| 1991年 | ドレミのまほう                | NHK『みんなのうた』1991年10月〜11月放送曲                              | 未音源化                                   |
| 1992年 | 恋のフリフリ                  | 日本テレビ系『大相似形テレビ!!』エンディングテーマ                     | シングル「恋のフリフリ」                   |
| 1992年 | 恋のフリフリ                  | TBS系『突然バラエティー速報!!COUNT DOWN100』エンディングテーマ         | シングル「恋のフリフリ」                   |
| 1993年 | ダイナマイトガイ              | 日本テレビ系『追跡 大家族』テーマ曲                                    | シングル「ダイナマイトガイ」               |

### その他
- 日本信販「NICOSカード」（1992年） - 歌唱

## 出演番組
ラジオ
- 森若香織のオールナイトニッポン（ニッポン放送、1988年10月〜1990年3月、火曜27:00〜29:00　＝火曜2部）
- GO-BANG'Sの今夜はOK!（ニッポン放送、1990年4月〜1991年2月、月曜〜木曜24:30〜24:40　『内海ゆたおの夜はドッカーン！』の内包番組）
- スーパーFMマガジン・森若香織のNORU SORU（TOKYO FM、1992年4月〜1992年9月、月曜25:00〜27:00）

## 書籍
- ゴーバンズで行こう （1990年7月1日、シンコーミュージック・エンタテイメント刊）